# Franz Wirl
Franz Wirl (* 21. November 1951 in Wien) ist ein österreichischer Wissenschaftler auf dem Gebiet der Betriebswirtschaftslehre. Er ist Universitätsprofessor für Industrie, Energie und Umwelt an der Universität Wien.

## Leben
Wirl studierte Wirtschafts- und Planungsmathematik an der Technischen Universität Wien, wo er 1982 promoviert wurde. Er habilitierte sich 1989.

## Werk
Er hat bis dato drei Bücher und über 200 wissenschaftliche Arbeiten verfasst. Diese wurden in namhaften Fachzeitschriften publiziert, darunter im Journal of Economics and Business, in Environmental and Resource Economics und in Resource and Energy Economics.
Beim Handelsblatt Betriebswirte-Ranking 2009, 2012 sowie 2014, das die Forschungsleistung von Betriebswirten in Deutschland, Österreich und der deutschsprachigen Schweiz gemessen an den Publikationen seit Karrierebeginn analysiert, erreichte er Platz 1.